# Marcel Halstenberg
Marcel Halstenberg (født 27. september 1991) er en tysk professionel fodboldspiller, som spiller for 2. Bundesliga-klubben Hannover 96.

## Klubkarriere

### Hannover og Dortmund reservehold
Halstenberg begyndte sin karriere hos Hannover 96, og gjorde i 2010 sin debut for Hannovers reservehold.
Halstenberg skiftede i april 2011 til Borussia Dortmund, og blev også en del af reserveholdet der. Han havde kort involvering med førsteholdet i løbet af 2012-13 sæsonen, men kom aldrig på banen for førsteholdet.

### St. Pauli
Halstenberg skiftede i juli 2013 til St. Pauli, hvor at han spillede sin første kampe for et førstehold i sin karriere.

### RB Leipzig
Halstenberg skiftede i august 2015 til RB Leipzig. Han blev valgt til årets hold i Bundesligaen i 2018-19 sæsonen.

### Hannover 96 retur
Halstenberg vendte i juli 2023 tilbage tilbage til sin første klub Hannover 96.

## Landsholdskarriere
Halstenberg debuterede for seniorlandsholdet den 10. november 2017. Han var del af Tysklands trup til EM 2020.

## Titler
RB Leipzig
- DFB-Pokal: 2 (2021-22, 2022-23)

Individuelle
- Årets Hold i Bundesliga: 2018-19